# Yunier Castillo
Yunier Castillo Silveira (ur. 25 stycznia 1984) – hiszpański zapaśnik walczący w stylu wolnym. Dziewiąty na mistrzostwach Europy w 2013. Dwunasty na igrzyskach europejskich w 2015. Siódmy na igrzyskach śródziemnomorskich w 2013. Mistrz śródziemnomorski w 2015 roku.